# Непопалов, Николай Матвеевич
Николай Матвеевич Непопа́лов (1910 — ?) — советский авиаконструктор.

## Биография
Окончил МАИ имени С. Орджоникидзе (1938). С 1939 года работал в КБ-2 МАИ (Рыбинское КБ моторостроения) инженером-технологом, с 1944 года начальник механического цеха.
С 1947 года заместитель главного конструктора по производству, с 1949 года главный технолог.

## Награды и премии
- Сталинская премия первой степени (1951) — за работу в области машиностроения (создание двигателя ВД-4К для стратегического бомбардировщика Ту-85).
- орден «Знак Почёта»
- медаль «За доблестный труд в Великой Отечественной войне 1941-1945 гг.»